# Брага Марк Андронович
Марк (Марко) Андронович Брага (нар. 17 лютого 1910, село Малий Клин, тепер Скадовського району Херсонської області — 16 липня 1985, село Бехтери Голопристанського району Херсонської області) — український радянський комбайнер, новатор сільськогосподарського виробництва, співробітник колгоспу «Росія» Голопристанського району Херсонської області УРСР. Двічі Герой Соціалістичної Праці (1949, 1958).

## Біографія
Народився 4 (17) лютого 1910 року в селянській родині. З 1930 року був машиністом Бехтерського сільськогосподарського технікуму. З 1935 року працював в Бехтерській машинно-тракторній станції (Голопристанський район): помічником машиніста і машиністом молотарки, трактористом і комбайнером. У 1940 році був нагороджений срібною медаллю Всесоюзної сільськогосподарської виставки.
Учасник німецько-радянської війни: у жовтні 1944 — травні 1945 року — слюсар ремонтного взводу 857-го артилерійського полку (2-й і 3-й Українські фронти). Під час боїв біля озера Балатон (Угорщина) в бойовій обстановці вночі на передньому краї відновив дві бойові автомашини, за що був нагороджений медаллю «За бойові заслуги».
Після демобілізації повернувся в село Бехтери. З трьох списаних напіврозібраних комбайнів зібрав один причіпний зернозбиральний комбайн «Сталінець-1» і в жнива збирав на ньому більше 700 гектарів зернових. У 1948 році вперше випробував метод нічного збирання. Суворе планування дій екіпажу, погодинний графік роботи комбайна і обслуговуючого транспорту, вивантаження зерна на ходу — ці та інші методи праці дозволили йому за 25 днів у 1948 році намолотити із зібраної ним площі 8.844 центнера зернових і 1.161 центнер олійних культур.
Член ВКП(б) з 1951 року.
У 1958 — 1982 роках — комбайнер колгоспу «Росія» Голопристанського району Херсонської області). У 1967 році зібрав 673 га зернових і намолотив 16.846 центнерів зерна.
За сприяння Браги в Бехтерській середній школі було створено комбінат виробничого навчання, в якому він до кінця свого життя працював вчителем виробничого навчання (викладав учням тракторну справу). Останній випуск трактористів під його керівництвом був проведений у травні 1985 року.
Автор книг «Головні мої жнива» (Сімферополь: Таврія, 1982) і «Поле жизни моей..» (М.: Политиздат, 1984).
Жив у селі Бехтери Голопристанського району Херсонської області. Помер 16 липня 1985 року. Похований на кладовищі в місті Гола Пристань.

## Нагороди та звання
- Двічі Герой Соціалістичної Праці:
  - 17.06.1949 — за високий обмолот зернових та олійних культур
  - 26.02.1958 — за успіхи в розвитку сільського господарства
- сім орденів Леніна (17.06.1949; 22.05.1950; 21.04.1952; 24.08.1953; 10.06.1954; 26.02.1958; 24.12.1976)
- орден Жовтневої Революції (8.04.1971)
- орден Вітчизняної війни 2-го ступеня (11.03.1985)
- орден «Знак Пошани» (13.03.1974)
- медалі
- дві почесні грамоти Президії Верховної Ради Української РСР (,15.02.1980)
- Заслужений механізатор Української РСР
- Заслужений працівник сільського господарства Української РСР
- Відмінник народної освіти Української РСР
- дві великі золоті та інші медалі Всесоюзної сільськогосподарської виставки.

## Пам'ять
У місті Гола Пристань Бразі встановлено бронзовий бюст.